# Muhammad al-Nasir
Muhammad al-Nasir, död 1213, var monark i Almohadkalifatet 1199–1213.